# DeRon Hayes
DeRon Antron Hayes (Lakeland, 13 aprile 1970) è un ex cestista statunitense naturalizzato francese.

## Biografia
È il padre di Killian Hayes, a sua volta cestista.

## Palmarès
- Coppa di Francia: 1

Cholet: 1999
- Semaine des As: 2

Nancy: 2005
Cholet: 2008